# Överdos

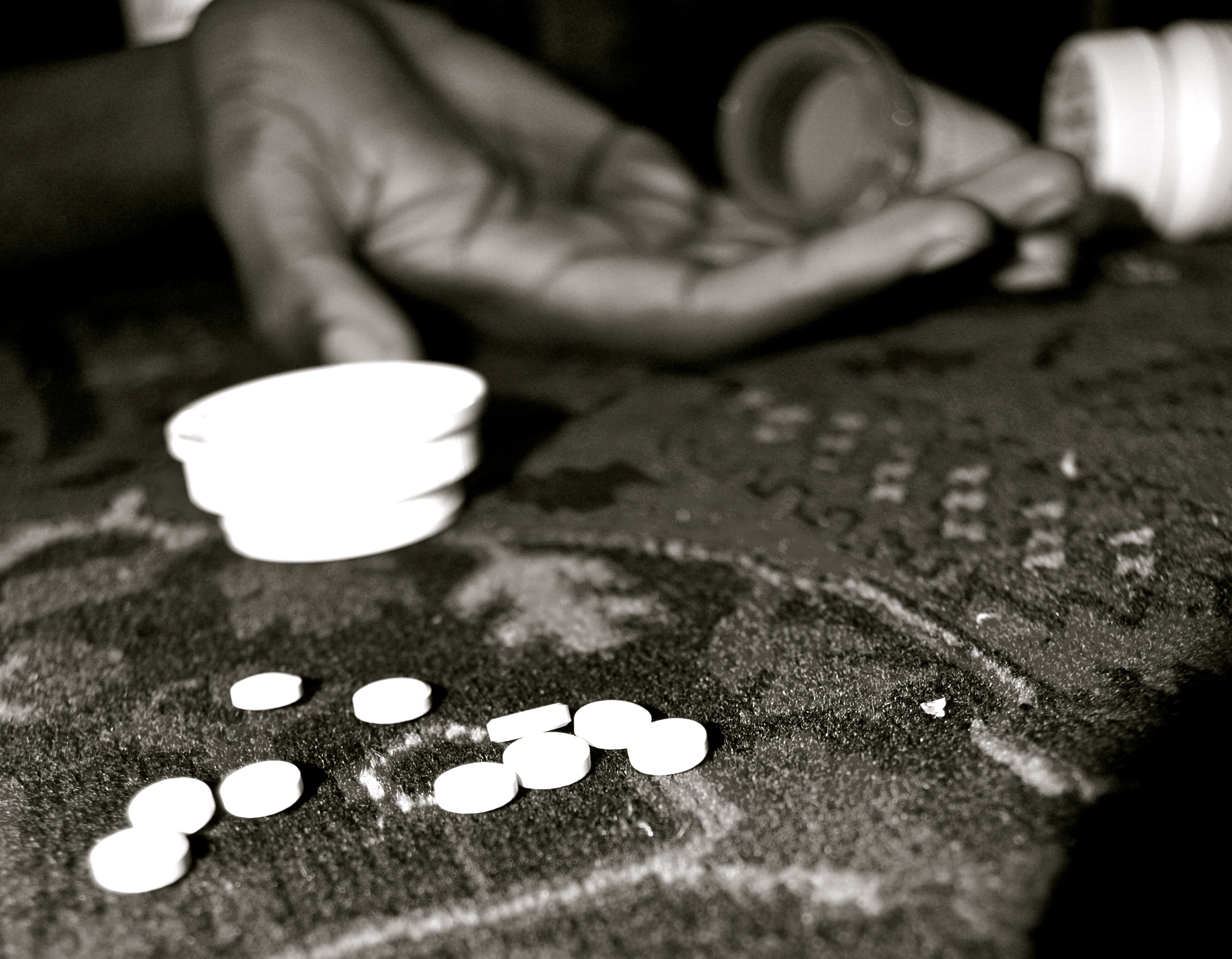

Överdos är när någon tar en skadlig eller livsfarligt hög dos av en drog eller läkemedel. Orsaken till överdosering kan vara avsiktlig eller ske genom misstag.
Vad som händer vid överdos beror på vilken drog eller läkemedel det är, men är också beroende av graden av överdosering. Oftast sker överdosering genom oralt intag men kan även ske genom hudens absorption liksom genom injektioner eller lungorna.
En kombination av till exempel sedativa antihistaminer och alkohol kan också medföra negativa effekter som inte skulle uppstå om dessa togs separat. I exemplet kan alkohol göra att läkemedlet blir mer potent, vilket kan leda till förgiftning.
Enligt siffror publicerade 2020 förekom opioider så som heroin, fentanyl och metadon vid 86 procent av dödsfallen på grund av överdos. Även bensodiazepiner så som stesolid, sobril och rohypnol var vanligt förekommande.

## Följder av överdos

### Alkohol
Vid överdos av alkohol drabbas man av alkoholförgiftning. Alkohol slår ut andningscentret vilket leder till att man slutar andas. I Sverige avlider mellan 100 och 200 personer varje år som en följd av alkoholförgiftning, av dessa fall har många kombinerat alkoholen andra droger eller läkemedel.

### Opioider
Vid överdosering av opioider kan hjärnan upphöra med att hålla igång andningen, vilket leder till syrebrist. Detta leder till medvetslöshet och att hjärtat slutar slå.